# Kabinett Altmeier II
Das Kabinett Altmeier II war das vierte Kabinett der Landesregierung des Landes Rheinland-Pfalz nach dem Zweiten Weltkrieg. Es begann am 13. Juni 1951 und wurde vom Kabinett Altmeier III abgelöst.

## Landesregierung
| Amt                                 | Name            | Partei | Partei |
| ----------------------------------- | --------------- | ------ | ------ |
| Ministerpräsident                   | Peter Altmeier  |        | CDU    |
| Inneres und Soziales                | Alois Zimmer    |        | CDU    |
| Justiz                              | Bruno Becher    |        | FDP    |
| Wirtschaft und Verkehr              | Peter Altmeier  |        | CDU    |
| Unterricht und Kultus               | Albert Finck    |        | CDU    |
| Finanzen und Wiederaufbau           | Wilhelm Nowack  |        | FDP    |
| Landwirtschaft, Weinbau und Forsten | Oskar Stübinger |        | CDU    |